# Mohammed al-Dubaisi
Mohammed al-Dubaisi (* 1. Juli 1992) ist ein saudischer Leichtathlet, der sich auf den Hammerwurf spezialisiert hat und in dieser Disziplin den saudischen Landesrekord innehat.

## Sportliche Laufbahn
Erste internationale Erfahrungen sammelte Mohammed al-Dubaisi im Jahr 2017, als er bei den Islamic Solidarity Games in Baku mit einer Weite von 61,98 m den achten Platz im Hammerwurf belegte. Anschließend gewann er bei den Arabischen Meisterschaften in Radès mit 62,20 m die Bronzemedaille hinter dem Katari Ahmed Amjem al-Sifi und Mohsen Anani aus Tunesien. 2019 gelangte er bei den Militärweltspielen in Wuhan mit 57,30 m auf Rang neun und 2021 wurde er bei den Arabischen Meisterschaften in Radès mit 64,10 m Fünfter. Im Jahr darauf belegte er bei den Islamic Solidarity Games in Konya mit 62,30 m den achten Platz. 2023 belegte er bei den Arabischen Meisterschaften in Marrakesch mit 66,53 m den vierten Platz und gelangte anschließend mit 64,42 m auf Rang sieben bei den Asienmeisterschaften in Bangkok. Ende September wurde er bei den Asienspielen in Hangzhou mit 65,95 m Zehnter. Im Jahr darauf gewann er bei den Westasienmeisterschaften in Basra mit 69,70 m die Silbermedaille hinter dem Katarer Ashraf Amgad el-Seify und 2025 musste er sich bei den Arabischen Meisterschaften in Oran mit 69,42 m nur el-Seify geschlagen geben. Anschließend belegte er bei den Asienmeisterschaften in Gumi mit 70,40 m den vierten Platz. 
In den Jahren 2012 und 2025 wurde al-Dubaisi saudischer Meister im Hammerwurf.